# Лиховид Костянтин Григорович
Костянти́н Григо́рович Лихови́д (1966—2022) — український військовослужбовець, учасник російсько-української війни.

## Життєпис
Народився у Луганську. Навчався в Луганському державному педагогічному інституті. Після чого працював вчителем історії у місцевій школі.
Брав участь в АТО у складі 54-ї ОМБр.
Після повномасштабної війни знову пішов воювати у складі своєї бригади. Воював під Мар'їнкою.

## Родина
Дядько — Михайло Степанович Лиховид був військовим льотчиком, брав участь у Другій світовій війні.

## Нагороди
- Орден «За мужність» III ступеня[2].